# L Korpus Armijny (III Rzesza)
L Korpus Armijny (górski) (niem. L. Armeekorps) – jeden z niemieckich korpusów, uczestniczył w agresji na Jugosławię i ataku na  Związek Radziecki.
Utworzony 8 października 1940 roku w Austrii jako korpus górski. W 1941 roku uczestniczył w agresji na Jugosławię. Korpusem atakującym armię jugosłowiańską dowodził gen. Georg Lindemann.  W tym samym roku L Korpus brał udział w ataku III Rzeszy na Związek Radziecki, i uczestniczył  w latach 1941-1944 na jego terytorium w walkach przeciw Armii Czerwonej. W walkach tych był wspierany przez hiszpańską 250 Dywizja Piechoty.  L KA wchodził w skład m.in. 11 Armii. W październiku 1944 roku wraz z innymi jednostkami armii niemieckiej został otoczony przez Armię Czerwoną w tzw. kotle kurlandzkim. W 1945 roku żołnierze korpusu oddali się do niewoli Armii Czerwonej.

## Dowódcy korpusu
- gen. Georg Lindemann (w czasie agresji na Jugosławię i ZSRR[2])
- gen. Philipp Kleffel (19.01.1942 - 3.03.1942[3])
- gen. Herbert von Böckmann (3.03.1942 - 20.07.1942)
- gen. Philipp Kleffel (20.07.1942 - 17.09.1943
- gen. Wilhelm Wegener (17.09.1943 - 24.09.1944)
- gen. por. Hans Boeckh-Behrens (24.09.1944 - 24.10.1944)
- gen. Friedrich-Jobst Volckamer von Kirchensittenbach (25.10.1944 - 11.04.1945)
- gen. por. Erpo Freiherr von Bodenhausen (12.04.1945 - do kapitulacji)[4]

## Struktura organizacyjna
Skład w kwietniu 1941:
- 16 Dywizja Pancerna
- 46 Dywizja Piechoty
- 76 Dywizja Piechoty
- 198 Dywizja Piechoty

Skład w lecie 1942:
- 58 Dywizja Piechoty
- 215 Dywizja Piechoty
- 225 Dywizja Piechoty
- 2 Brygada SS

Skład w lipcu 1943:
- 170 Dywizja Piechoty
- 215 Dywizja Piechoty
- 250 Dywizja Piechoty (hiszpańska)